# En Søndag paa Amager
En Søndag paa Amager er en spillefilm fra 1941 instrueret af Emanuel Gregers efter manuskript af Arvid Müller frit efter en vaudeville skrevet af Johanne Luise Heiberg i 1848 og musik af Kai Normann Andersen. 

## Handling
I året 1516 indkaldte Kong Christian II på den hollandsk fødte mor Sigbrits råd 80 medlemmer hertil fra Holland og lod dem slå sig ned i St. Magleby med omland med den forpligtelse, at de skulle "forsyne Københavns Slot med de fornødne rødder og løg". Senere blandede disse dygtige havedyrkere sig med øens andre beboere, som næsten alle optog deres sæder og skikke, ligesom de antog deres ejendommelige folkedragter.

## Medvirkende
Blandt de medvirkende kan nævnes:
- Valdemar Møller, Jepsen, Amagerbonde
- Else Marie Hansen, Inger, Jepsens Datter
- Ingeborg Brams, Lisbet, Jepsens Datter
- Aage Winther-Jørgensen, Mikkelsen, Lods paa Dragør
- Hans Kurt, Jokum, Mikkelsens Søn
- Peter Malberg, Rasmus, Amagerbonde
- Aage Redal, Hans, Amagerbonde
- Erling Schroeder, Hermansen, en Københavner
- Knud de Trappaud, Peer, Amager
- Paul Holck Hofmann, Søren, Amager
- Valsø Holm, Lars, Amager
- Karl Goos, Kroværten
- Betty Helsengreen, Maren Sypige
- Gorma Haraldsted, Marie
- Ingeborg Pehrson, Mikkelsens Husholderske
- Henry Nielsen, Kusken